# برج تجارت قزوین
برج تجارت قزوین یک پروژه عمرانی در قزوین است که از سال ۱۳۸۴ عملیات ساخت آن آغاز و در ۲۷ اسفند ۱۴۰۱ به بهره‌برداری رسید. پروژه ساخت این بنا در مساحت ۶۰ هزار متر مربع توسط سازمان نوسازی و بهسازی شهرداری قزوین با همکاری شرکت سهامی خاص توسعه مسکن استان تهران آغاز شده است. این پروژه با زیر بنای نا خالص ۷۳۹۰۳ متر مربع در قالب ۱۰۹ واحد تجاری ۴۸ واحد مسکونی ۷۴ واحد اداری و ۴ واحد فضای فرهنگی ورزشی و ۶۰۷ واحد پارکینگ همراه انباری وسایر مشاعات درزمینی به مساحت ۷۱۰۰ متر مربع واقع در قزوین بلوار عمران، میدان درب کوشک اجرا خواهد شد. این برج یکی از بزرگترین برج های تجاری کشور میباشد.

## آسیب به آثار تاریخی
اهمیت پروژه از آنجاست که کارشناسان احداث آن را مغایر با اصول حفظ آثار تاریخی می‌دانند.
بخشی از برج تجارت قزوین که با کاربری تجاری–مسکونی ساخته خواهد شد، در حریم دروازه درب کوشک قرار دارد. در سال ۸۴ و با آغاز خاکبرداری پروژه با مخالفت گروه‌های حامی آثار تاریخی، عملیات ساخت آن متوقف گردید. دو سال بعد مجدداً کار ساخت آن از سوی سرمایه‌گذار پیگیری شد که با مخالفت دوباره میراث فرهنگی متوقف شد. شهردار قزوین علت این توقف دوباره را رکود اقتصادی اعلام کرد. سرانجام در سال ۸۹ با سرمایه‌گذاری بانک صادرات ساخت پروژه رسماً آغاز شد. نزدیک بودن به حریم بنای دروازه درب کوشک سبب نگرانی کارشناسان از آسیب به بنا و همچنین از بین بردن نمای تاریخی آن شده است.